# Suq (Jemen)
Suq (Socotri: Shiq) is een dorp aan de noordoostkust van het Jemenitische eiland Socotra in het district Hadiboh van het gouvernement Socotra. 
Het dorp ligt aan de oostzijde van de vlakte waarin ook de hoofdplaats Hadiboh ligt. Het dorp ligt bij de rots Jabel Hawari.

## Geschiedenis
In de middeleeuwen werd de plaats Soco genoemd. Het had toen een inham en daarmee een natuurlijke ankerplaats voor schepen, die hier bescherming vonden tegen de wind. De plaats lag aan een plek met toegang tot het binnenland en vormde daarmee de belangrijkste plaats van het eiland voor passerende schepen. De bewoners waren christenen. Er bevond zich ook een kerk.
In 1480 gingen 10 schepen met ongeveer 1000 man troepen aan land bij Suq om het gebied te claimen voor de islamitische sultan van Mahra en daarmee een claim van de rivaliserende sultan van Qu'aiti uit Hadramaut voor te zijn. Het sultanaat liet op Jabel Hawari een fort bouwen en stationeerde er een garnizoen van ongeveer 100 man om de claim kracht bij te zetten en de bewoners schatting op te leggen.
In 1507 landde een Portugese vloot onder leiding van Tristão da Cunha en Afonso de Albuquerque bij Suq en wisten na een bloedige strijd het fort bij Suq in te nemen. Architect Tomás Fernandes begon vervolgen met de bouw van een nieuw fort, het Forte de São Miguel de Socotorá. Op de plaats van de bestaande moskee werd de kerk van Onze Lieve Vrouw van Overwinning gebouwd. Socotra bleef slechts vier jaar in Portugese handen. In 1511 werd de plaats weer verlaten vanwege zijn beperkte strategische waarde voor het beheersen van de Rode Zee. De sultan van Mahra keerde daarop terug.
Vanaf het begin van de 17e eeuw werd Suq als hoofdstad van Socotra vervangen door het iets westelijker gelegen Hadiboh. Veel inwoners verlieten de plaats. Een reden voor de neergang van de plaats zou kunnen zijn dat de inham steeds verder verzandde, waardoor deze op den duur niet meer bruikbaar was voor de scheepvaart.
Kerk en fort zijn archeologisch onderzocht in de jaren 1950 en 1960.

## Bezienswaardigheden
- Van het vroegere fort op de Jebel Hawari resteren nog enkele delen van de vierhoekige stenen blokken van de muren en een toren in de noordwestelijke hoek van het bouwwerk.
- Ongeveer 500 meter ten zuidwesten van Suq zijn in de calcareniete kalkstenen rotsen petrogliefen aanwezig met tekeningen van christelijke kruizen, voeten, een schip, plantmotieven, een tekst en geometrische symbolen. De kruizen dateren mogelijk uit de vroege christelijke periode vanaf ongeveer de 4e eeuw. Latere symbolen komen mogelijk uit de Portugese periode. Het gebied staat onder grote druk van de groeiende bevolking en is al deels verdwenen.[2]
- Twee kilometer ten zuiden van Suq ligt de archeologische plaats Hajrya, de oudste plaats van Socotra.[5] Hier zijn op basis van amforavondsten twee nederzettingslagen onderscheiden uit de Romeinse en 10e tot 13e eeuw.[6] Er werd vroeg middeleeuws mediterraan aardewerk gevonden, wat wijst op een handelsroute met de Zuid-Jemenitische havenplaats Qani (nu Bir Ali).[5] Ook zijn op een niet-islamitische begraafplaats alhier islamitisch keramiek uit de 10e tot 13e eeuw gevonden die gemaakt is op het Arabisch Schiereiland of langs de Perzische Golf.[4]

## Trivia
Nog in de 19e eeuw stelden Socotrische bewoners in de heuvels bij de plaats af te stammen van de Portugezen.